# Средогрив
Средогрив (болг. Средогрив) — село в Болгарии. Находится в Видинской области, входит в общину Чупрене. Население составляет 125 человек.

## Политическая ситуация
В местном кметстве Средогрив, в состав которого входит Средогрив, должность кмета (старосты) исполняет Красимир Иванов Кирилов (Болгарская социалистическая партия (БСП)) по результатам выборов правления кметства.
Кмет (мэр) общины Чупрене — Ванё Костадинов Костин (коалиция в составе 2 партий: Земледельческий народный союз (ЗНС), Движение за права и свободы (ДПС)) по результатам выборов в правление общины.